# Đỗ Trọng Hưng
Đỗ Trọng Hưng (sinh ngày 5 tháng 12 năm 1971) là một chính trị gia người Việt Nam. Ông hiện là Ủy viên Ban Chấp hành Trung ương Đảng Cộng sản Việt Nam khóa XIII, Bí thư Đảng ủy Cơ quan Ban Tổ chức Trung ương, Phó Trưởng Ban Tổ chức Trung ương. Ông từng là Bí thư Tỉnh ủy Thanh Hóa nhiệm kỳ 2020 - 2025, Trưởng Ban Chỉ đạo phòng, chống tham nhũng, tiêu cực tỉnh Thanh Hóa, Chủ tịch Hội đồng nhân dân tỉnh Thanh Hóa nhiệm kỳ 2021-2026, Đại biểu Quốc hội Việt Nam khóa XIV nhiệm kì 2016–2021, thuộc Đoàn Đại biểu Quốc hội tỉnh Thanh Hóa, Trưởng Đoàn đại biểu Quốc hội tỉnh Thanh Hóa, Ủy viên Ủy ban Tài chính – Ngân sách của Quốc hội. Ông đã trúng cử đại biểu quốc hội năm 2016 ở đơn vị bầu cử số 1, tỉnh Thanh Hóa (thành phố Thanh Hóa, thành phố Sầm Sơn, Hoằng Hóa, Đông Sơn) với tỉ lệ 92,18% số phiếu hợp lệ.

## Xuất thân
Đỗ Trọng Hưng sinh ngày 5 tháng 12 năm 1971 quê quán ở xã Quảng Trung, huyện Quảng Xương, Thanh Hóa.
Ông hiện cư trú ở số nhà 70, đường Trần Cao Vân, phường Đông Vệ, thành phố Thanh Hóa, tỉnh Thanh Hóa.

## Giáo dục
- Giáo dục phổ thông: 12/12
- Đại học sư phạm Vinh, Cử nhân Chính trị
- Thạc sĩ Khoa học Xã hội và Nhân văn
- Tiến sĩ Triết học
- Cao cấp lí luận chính trị

## Sự nghiệp
Ông gia nhập Đảng Cộng sản Việt Nam vào ngày 27/6/1992.
Ông từng là Đại biểu Hội đồng nhân dân tỉnh Thanh Hóa các nhiệm kỳ 2011–2016 và 2016–2021.
Khi ứng cử đại biểu Quốc hội Việt Nam khóa 14 vào tháng 5 năm 2016 ông đang là Phó Bí thư Thường trực Tỉnh ủy tỉnh Thanh Hóa.
Ông đã trúng cử đại biểu quốc hội năm 2016 ở đơn vị bầu cử số 1, tỉnh Thanh Hóa gồm có Thành phố Thanh Hóa, Thành phố Sầm Sơn, Hoằng Hóa, Đông Sơn với tỉ lệ 92,18% số phiếu hợp lệ.
Từ ngày 6 tháng 8 đến ngày 21 tháng 10 năm 2019, ông tham gia Lớp bồi dưỡng kiến thức mới cho cán bộ quy hoạch cấp chiến lược khóa XIII của Đảng tại Học viện Chính trị quốc gia Hồ Chí Minh.
Từ ngày 28 tháng 10 năm 2020, tại Hội nghị lần thứ nhất Ban Chấp hành Đảng bộ tỉnh Thanh Hóa khoá XIX đã tín nhiệm bầu ông giữ chức Bí thư Tỉnh ủy Thanh Hóa nhiệm kỳ 2020-2025 với số phiếu tuyệt đối  65/65 đạt 100%.

## Quá trình công tác

### Huyện Ủy Quảng Xương
Tháng 11/1992 đến 12/1993, ông là chuyên viên Ban Tuyên giáo Huyện ủy Quảng Xương, Thanh Hóa.
Tháng 1/1994 đến 8/1994, ông làm thư ký tổng hợp, Văn phòng Huyện ủy Quảng Xương.
Tháng 8/1994 đến 9/1999, Phó Chánh Văn phòng Huyện ủy Quảng Xương.

### Tỉnh ủy Thanh Hóa
Tháng 9/1999 đến 12/2001, Chuyên viên Văn phòng tổng hợp, Văn phòng Tỉnh ủy, Thư ký Bí thư Tỉnh ủy Thanh Hóa.
Tháng 1/2002 đến 12/2005, Phó Chánh Văn phòng Tỉnh ủy, Thư ký Bí thư Tỉnh ủy Thanh Hoá.
Tháng 12/2005 đến 8/2006, Tỉnh ủy viên, Phó Chánh Văn phòng Tỉnh ủy.
Tháng 8/2006 đến 4/2009, ông Hưng làm Chánh Văn phòng Tỉnh ủy, Bí thư Đảng uỷ Văn phòng Tỉnh uỷ, ủy viên Ban Chấp hành Đảng ủy khối các cơ quan tỉnh Thanh Hóa.
Tháng 5/2009 đến 8/2010, Tỉnh ủy viên, Bí thư Huyện ủy Nông Cống.
Tháng 8/2010 đến 10/2010, ông làm Phó trưởng Ban Thường trực Ban Tuyên giáo Tỉnh ủy Thanh Hóa.
Tháng 11/2010 đến 5/2015, Ủy viên Ban Thường vụ Tỉnh ủy, Trưởng Ban Tuyên giáo Tỉnh ủy.
Tháng 5/2015 đến 7/2016, ông giữ chức vụ Phó Bí thư Thường trực Tỉnh ủy Thanh Hóa.
Tháng 7/2016 đến 10/2020, ông Đỗ Trọng Hưng làm Phó Bí thư Thường trực Tỉnh ủy Thanh Hóa, Trưởng đoàn đại biểu quốc hội khóa XIV, thành viên ủy ban tài chính ngân sách của quốc hội khóa XIV, Đại biểu Hội đồng nhân dân tỉnh Thanh Hoá khoá XVII.
Chiều ngày 27 tháng 10 năm 2020, Hội nghị lần thứ nhất Ban Chấp hành Đảng bộ tỉnh Thanh Hóa khóa XIX đã tín nhiệm bầu ông giữ chức Bí thư Tỉnh ủy Thanh Hóa nhiệm kỳ 2020-2025 với số phiếu tuyệt đối  65/65, đạt 100%.
Chiều ngày 06 tháng 12 năm 2020, tại kỳ họp thứ 14, Hội đồng nhân dân tỉnh Thanh Hóa khóa XVII đã bầu ông Đỗ Trọng Hưng, Bí thư Tỉnh ủy làm Chủ tịch Hội đồng nhân dân tỉnh Thanh Hóa nhiệm kỳ 2016-2021 với số phiếu 100%.
Ngày 30 tháng 1 năm 2021, tại Đại hội đại biểu toàn quốc lần thứ XIII của Đảng Cộng sản Việt Nam, ông được bầu làm Ủy viên Ban Chấp hành Trung ương Đảng Cộng sản Việt Nam khoá XIII, nhiệm kỳ 2021-2026.
Sáng ngày 28 tháng 6 năm 2021, tại kỳ họp thứ nhất, HĐND tỉnh Thanh Hóa khóa XVIII, nhiệm kỳ 2021-2026 đã bầu ông Đỗ Trọng Hưng - Ủy viên BCH Trung ương Đảng, Bí thư Tỉnh ủy, tái cử chức Chủ tịch Hội đồng nhân dân tỉnh Thanh Hóa.
Ngày 30 tháng 5 năm 2022, Ban Thường vụ Tỉnh ủy Thanh Hoá quyết định thành lập Ban Chỉ đạo cấp tỉnh phòng, chống tham nhũng, tiêu cực. Bí thư Tỉnh ủy Đỗ Trọng Hưng làm Trưởng ban chỉ đạo.
Ngày 15 tháng 10 năm 2024, HĐND tỉnh Thanh Hóa tổ chức kỳ họp thứ 22, khóa XVIII (nhiệm kỳ 2021-2026). Tại kỳ họp này, các đại biểu HĐND tỉnh cũng tiến hành miễn nhiệm nhiệm vụ Chủ tịch HĐND tỉnh và đại biểu HĐND tỉnh Thanh Hóa khóa XVIII, nhiệm kỳ 2021-2026 với ông Đỗ Trọng Hưng.

### Phó Trưởng Ban Tổ chức Trung ương
Ngày 05 tháng 9 năm 2024, Ban Tổ chức Trung ương tổ chức Hội nghị công bố Quyết định của Bộ Chính trị về công tác cán bộ.
Theo Công văn của Văn phòng Trung ương Đảng, tại phiên họp ngày 30/8/2024, Bộ Chính trị đã ban hành Quyết định số 1529-QĐNS/TW về việc đồng chí Đỗ Trọng Hưng, Ủy viên Trung ương Đảng, Bí thư Tỉnh ủy, Chủ tịch Hội đồng nhân dân tỉnh Thanh Hóa thôi tham gia Ban Chấp hành, Ban Thường vụ Tỉnh ủy, thôi giữ chức Bí thư Tỉnh ủy nhiệm kỳ 2020 - 2025, Chủ tịch Hội đồng nhân dân tỉnh Thanh Hóa nhiệm kỳ 2021 - 2026; điều động, phân công, bổ nhiệm giữ chức Phó Trưởng Ban Tổ chức Trung ương.
Ngày 04 tháng 11 năm 2024, Đảng bộ cơ quan Ban Tổ chức Trung ương đã tổ chức Hội nghị triển khai quyết định của Ban Thường vụ Đảng ủy Khối Các cơ quan Trung ương về công tác cán bộ.
Theo đó, Ban Thường vụ Đảng ủy Khối Các cơ quan Trung ương chỉ định ông Đỗ Trọng Hưng, Ủy viên Trung ương Đảng, Phó Trưởng Ban Tổ chức Trung ương tham gia Ban Chấp hành, Ban Thường vụ và giữ chức Bí thư Đảng ủy cơ quan Ban Tổ chức Trung ương, nhiệm kỳ 2020 - 2025.